# Monte Barbaro e Cratere di Campiglione
Monte Barbaro e Cratere di Campiglione este o arie protejată (arie specială de conservare — SAC, sit de importanță comunitară — SCI) din Italia întinsă pe o suprafață de 358 ha, integral pe uscat.

## Localizare
Centrul sitului Monte Barbaro e Cratere di Campiglione este situat la coordonatele 40°51′09″N 14°06′20″E / 40.8525°N 14.105556°E.

## Înființare
Situl Monte Barbaro e Cratere di Campiglione a fost declarat sit de importanță comunitară în mai 1995 pentru a proteja 9 specii de animale. Situl a fost protejat și ca arie specială de conservare în mai 2019.

## Biodiversitate
Situată în ecoregiunea mediteraneană, aria protejată conține 3 habitate naturale: Păduri de Castanea sativa, Pseudostepă cu ierburi și specii anuale de Thero-Brachypodietea, Tufărișuri termo-mediteraneene și de pre-deșert.
La baza desemnării sitului se află mai multe specii protejate:
- păsări (6): ciocârlie-de-câmp (Alauda arvensis), prepeliță (Coturnix coturnix), șoim călător (Falco peregrinus), sfrâncioc roșiatic (Lanius collurio), turturică (Streptopelia turtur), sturz-cântător (Turdus philomelos)
- mamifere (2): liliacul mare cu potcoavă (Rhinolophus ferrumequinum), liliacul mic cu potcoavă (Rhinolophus hipposideros)
- nevertebrate (1): croitorul mare al stejarului (Cerambyx cerdo)

Pe lângă speciile protejate, pe teritoriul sitului au mai fost identificate 1 specie de nevertebrate, 3 specii de reptile.